# Cabbage
Cabbage er det ottende album fra det keltiske band Gaelic Storm. Det blev udgivet 3. august 2010. Albummet nåede #73 på Billboard 200 d. 21. august 2010.

## Spor
Alt arrangement er af Gaelic Storm.
1. "Raised on Black and Tans" – 3:29
2. "Space Race" – 4:09
3. "Cyclone McClusky" – 3:55
4. "Blind Monkey" – 3:13
5. "Green Eyes, Red Hair" – 3:58
6. "Just Ran Out of Whiskey" – 4:21
7. "Jimmy's Bucket" – 3:45
8. "Cecilia" (Paul Simon) – 3:28
9. "The Buzzards of Bourbon Street" – 3:33
10. "Turn This Ship Around" – 4:06
11. "Rum Runners" – 3:41
12. "Northern Lights" – 3:51
13. "Crazy Eyes McGullicuddy" – 4:00
14. "Chucky Timm" – 3:11

## Medvirkende
Gaelic Storm
- Patrick Murphy – harmonika, skeer, bodhrán, vokal
- Steve Twigger – guitar, bouzouki, mandolin, bodhrán, vokal
- Ryan Lacey – djembe, doumbek, surdo, cajón, vokal, diverse percussion
- Peter Purvis – sækkepibe, fløjte, vokal
- Jessie Burns – violin, vokal

Yderligere medvirkende
- Jeff May – Basguitar
- Kevin Smith – bas
- David Boyle – keyboard
- Michael Ramos – harmonika